# Saga (tỉnh)
Saga (Nhật: 佐賀県 (Tá Hạ Huyện) Hepburn: Saga-ken) là một tỉnh của Nhật Bản nằm ở phần phía Tây Bắc của đảo Kyūshū. Phần phía Tây của tỉnh là vùng nổi tiếng với nghệ thuật làm gốm và sứ, đặc biệt là các thị trấn Karatsu, Imari và Arita. Trung tâm hành chính là thành phố Saga.

## Địa lý
Là tỉnh nhỏ nhất của đảo Kyūshū, Saga nằm ở góc phía Tây Bắc của hòn đảo, giáp với biển Genkai và eo biển Tsushima ở phía Bắc và biển Ariake ở phía Nam. Vị trí địa lý gần với đại lục châu Á đã biến Saga trở thành cổng giao lưu văn hóa và buôn bán quan trọng trong lịch sử Nhật Bản. Ngoài 2 thành phố lớn là thành phố Saga và thành phố Karatsu, nông nghiệp và rừng chiếm đến 68% tổng diện tích vùng.
Hình thái địa lý chủ yếu:
- Đồng bằng Saga
- Bán đảo Higashimatsuura

Các ngọn núi:
- Núi Sefuri
- Núi Tara
- Núi Kyōga (1.076 m), ngọn cao nhất tại Saga
- Núi Sefuri (1.056 m)
- Núi Tenzan (1.046 m)

## Lịch sử

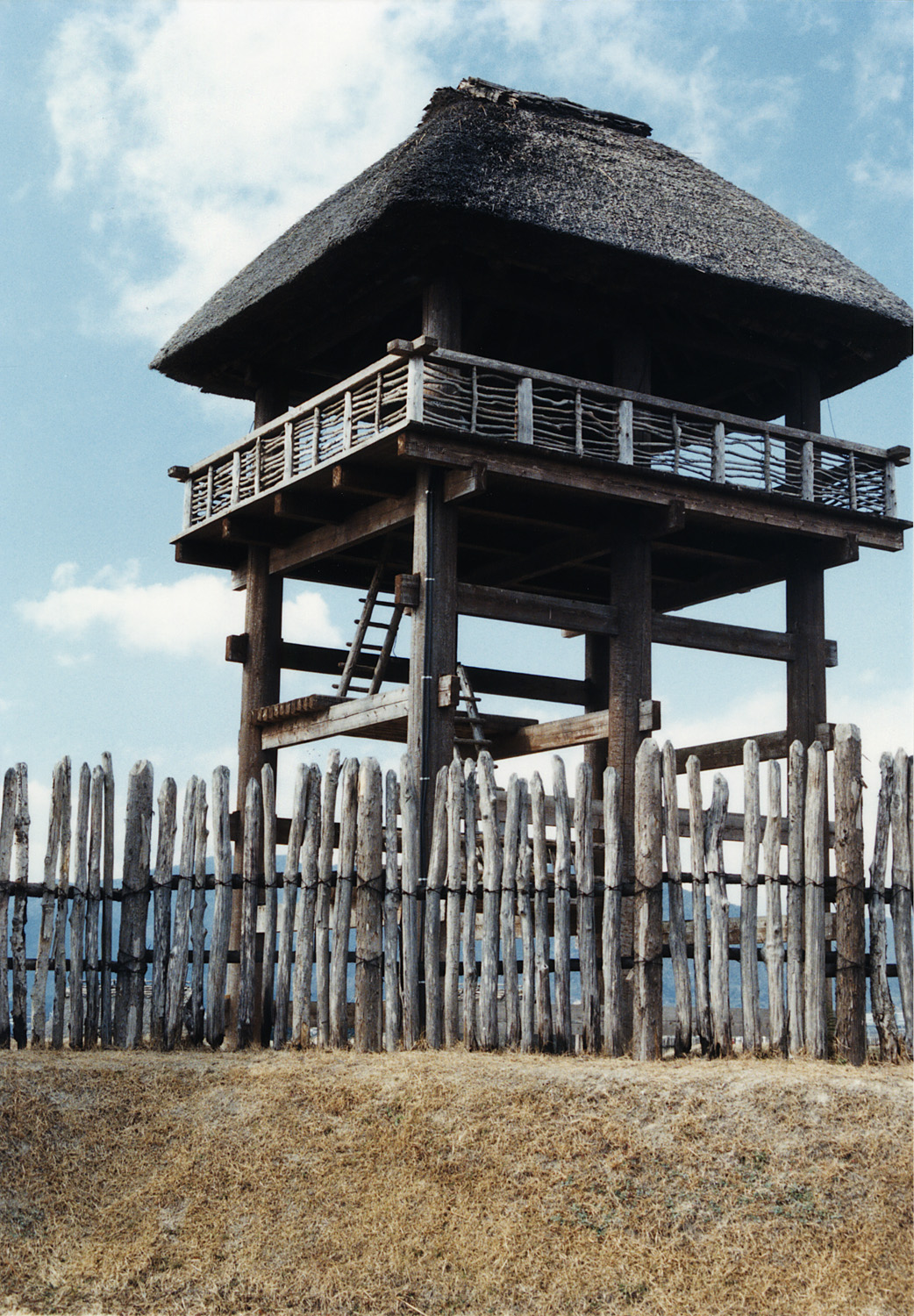
Một ngôi nhà sàn được thời kỳ Yayoi được phục dựng tại Yoshinogari.

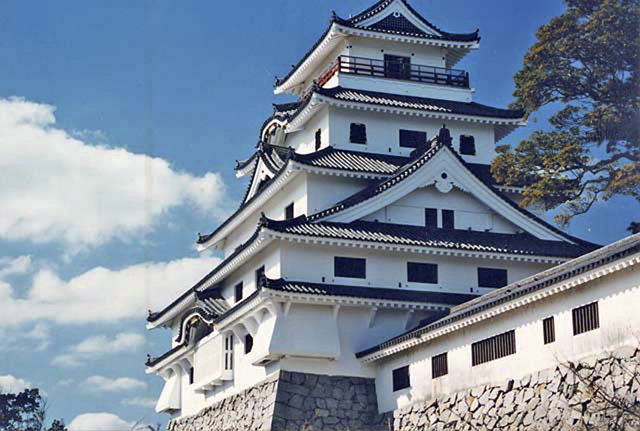
Thành Karatsu

## Hành chính

### Thành phố
| Tên            | Tên      | Diện tích (km2) | Dân số  | Bản đồ |
| Rōmaji         | Kanji    | Diện tích (km2) | Dân số  | Bản đồ |
| -------------- | -------- | --------------- | ------- | ------ |
| Imari          | 伊万里市 | 254,99          | 54.907  |        |
| Kanzaki        | 神埼市   | 125,01          | 31.981  |        |
| Karatsu        | 唐津市   | 487,59          | 117.663 |        |
| Kashima        | 鹿島市   | 112,1           | 30.159  |        |
| Ogi            | 小城市   | 95,85           | 45.638  |        |
| Saga (thủ phủ) | 佐賀市   | 431,84          | 232.736 |        |
| Takeo          | 武雄市   | 195,44          | 48.845  |        |
| Taku           | 多久市   | 96,93           | 19.202  |        |
| Tosu           | 鳥栖市   | 71,73           | 72.755  |        |
| Ureshino       | 嬉野市   | 126,51          | 26.937  |        |

### Thị trấn
| Tên         | Tên        | Diện tích (km2) | Dân số | Huyện           | Bản đồ |
| Rōmaji      | Kanji      | Diện tích (km2) | Dân số | Huyện           | Bản đồ |
| ----------- | ---------- | --------------- | ------ | --------------- | ------ |
| Arita       | 有田町     | 65,85           | 18.989 | Nishimatsuura   |        |
| Genkai      | 玄海町     | 36              | 5.855  | Higashimatsuura |        |
| Kamimine    | 上峰町     | 12,79           | 9.589  | Miyaki          |        |
| Kiyama      | 基山町     | 22,12           | 17.398 | Miyaki          |        |
| Kōhoku      | 江北町     | 24,48           | 9.524  | Kishima         |        |
| Miyaki      | みやき町   | 51,89           | 25.534 | Miyaki          |        |
| Ōmachi      | 大町町     | 11,46           | 6.680  | Kishima         |        |
| Shiroishi   | 白石町     | 99,46           | 23.606 | Kishima         |        |
| Tara        | 太良町     | 74,2            | 9.125  | Fujitsu         |        |
| Yoshinogari | 吉野ヶ里町 | 43,94           | 16.117 | Kanzaki         |        |

## Giáo dục
- Đại học Saga